# John Hartson
John Hartson (Swansea, 1975. április 5 –) walesi, 2008-ban labdarúgó.

## Pályafutása

### Luton Town és Arsenal
A Luton Town csapatában járta végig a szamárlétrát, ahova 1992-ben igazolt. 1993-ban játszotta első profi mérkőzését a Cambridge United ellen. Az akkor még fiatal csatár 54 találkozón lépett pályára, majd az Arsenal csapatához igazolt. 
Az 1995-ös év számára sikeresnek bizonyult, ekkor játszotta első mérkőzését új csapatánál január 15-én. Habár a klubja két ezüsttel zárta a szezont, ő viszont élete legjobb teljesítményével rukkolt elő. Az ezt követő 1996-97-es szezon már nem sikerült olyan fényesre.

### West Ham United
1997-ben igazolt a West Ham United csapatába, ahol két évet töltött, érem nélkül.

### Wimbledon Football Club
1999-ben a Wimbledon Football Club-hoz igazolt, ahol a csapat színeiben 49 alkalommal lépett pályára.

### Coventry City
2001-ben a Coventry City játékosa lett, bár csak egy évig. Bámulatos 0,5-ös átlaggal zárt a 2001-es évben.

### Celtic
Még 2001-ben a Celtic igazolta le, ahol 164 mérkőzésen 88 alkalommal talált a kapuba.

### West Bromwich Albion
Utolsó klubja a West Bromwich Albion volt, ahova 2006-ban érkezett. 2007-ben a Norwich City-hez került, mint kölcsönjátékos.
A 2008-as idényt már fáradtan és kifakultan játszotta végig. 2008. február 7-én személyes és egészségügyi okokra hivatkozva jelentette be visszavonulását.

## Egészségi állapota
2009 júliusában kerül nyilvánosságra, hogy hererákban szenved, amely az agyára is átterjedt.

## Fordítás
- Ez a szócikk részben vagy egészben  a   John Hartson című angol Wikipédia-szócikk fordításán alapul.  Az eredeti cikk szerkesztőit annak laptörténete sorolja fel. Ez a jelzés csupán a megfogalmazás eredetét és a szerzői jogokat jelzi, nem szolgál a cikkben szereplő információk forrásmegjelöléseként.